# بيدرو فيغيروا
بيدرو فيغيروا هو لاعب كرة قاعدة دومينيكاني، ولد في 23 نوفمبر 1985 في سانتو دومينغو في جمهورية الدومينيكان.

## وصلات خارجية
- بيدرو فيغيروا على موقع دوري كرة القاعدة الرئيسي (الإنجليزية)
- بيدرو فيغيروا على موقعبيزبول رفرنس.كوم (الدوري الرئيسي) (الإنجليزية)
- بيدرو فيغيروا على موقعبيزبول رفرنس.كوم (الدوري الثانوي) (الإنجليزية)
- بيدرو فيغيروا على موقع إي إس بي إن.كوم (أم.أل.بي) (الإنجليزية)
- بيدرو فيغيروا على موقع مشجعي الرسوم البيانية (الإنجليزية)